# Форд-Гайтс (Іллінойс)
Форд-Гайтс (англ. Ford Heights) — селище (англ. village) в США, в окрузі Кук штату Іллінойс. Населення — 1813 особи (2020).

## Географія
Форд-Гайтс розташований за координатами 41°30′39″ пн. ш. 87°34′53″ зх. д. / 41.51083° пн. ш. 87.58139° зх. д. (41.510898, -87.581430).  За даними Бюро перепису населення США в 2010 році селище мало площу 5,04 км², уся площа — суходіл.

## Демографія
Згідно з переписом 2010 року, у селищі мешкали 2763 особи в 728 домогосподарствах у складі 589 родин. Густота населення становила 548 осіб/км².  Було 859 помешкань (170/км²).
Расовий склад населення:
| - 95,6 % — чорних або афроамериканців - 2,1 % — білих - 0,3 % — корінних американців - 0,1 % — азіатів |

До двох чи більше рас належало 1,5 %. Частка іспаномовних становила 1,5 % від усіх жителів.
За віковим діапазоном населення розподілялося таким чином: 36,3 % — особи молодші 18 років, 52,9 % — особи у віці 18—64 років, 10,8 % — особи у віці 65 років та старші. Медіана віку мешканця становила 26,3 року. На 100 осіб жіночої статі у селищі припадало 88,6 чоловіків;  на 100 жінок у віці від 18 років та старших — 82,9 чоловіків також старших 18 років.
Середній дохід на одне домашнє господарство  становив 36 867 доларів США (медіана — 21 050), а середній дохід на одну сім'ю — 52 938 доларів (медіана — 30 117). Медіана доходів становила 42 750 доларів для чоловіків та 31 397 доларів для жінок. За межею бідності перебувало 45,3 % осіб, у тому числі 62,2 % дітей у віці до 18 років та 13,2 % осіб у віці 65 років та старших.
Цивільне працевлаштоване населення становило 592 особи. Основні галузі зайнятості: освіта, охорона здоров'я та соціальна допомога — 52,5 %, роздрібна торгівля — 10,0 %, мистецтво, розваги та відпочинок — 9,1 %.